# 跡見学園女子大学
跡見学園女子大学（あとみがくえんじょしだいがく、英語: Atomi University）は、東京都文京区大塚1-5-2に本部を置く日本の私立大学。1875年創立、1965年大学設置。大学の略称は「跡見」もしくは「跡見女子大」。前身は1875年、跡見花蹊によって設立された私立跡見学校（のち跡見女学校と改称）であり、日本人によって設立された私立女子教育機関としては最も古い歴史を持つ。漫画「はいからさんが通る」の主人公の通う学校（跡無女学館）のモデルでもある。

## 沿革
（沿革節の主要な出典は公式サイト）
1875年に跡見花蹊によって設立された跡見学校（跡見女学校）に淵源を有する。同校はもと、大阪・中之島に花蹊の父、跡見重敬が開設していた私塾「跡見塾」に端を発し、1859年、重敬が姉小路家に仕えることになったために、娘の花蹊が経営することになった。この塾は以後7年間続いたが、その後花蹊は父のもとに赴くためこの塾を閉鎖し、京都東洞院二条上ルに土地を得て塾を新築した。その後、1870年、姉小路家が東京に移住したのにともない、跡見家も一家をあげて東上、神田三崎町1丁目1番地の姉小路邸の一部を借りて、新たに塾を開いた。この頃は女子のみならず男子も学んでいた。
その後、花蹊は皇室・宮中からしばしばお召しがあり、また上流階級の子女の教育を求める声が多かったことから、1875年1月、神田中猿楽町13番地に新校舎を入手し、跡見学校を設立する。この年が現在、跡見学園の公式的な創立年となっている。
創設者の花蹊が、明治天皇の皇后（昭憲皇太后）・皇太后（英照皇太后）や華族との関係が深かったため、華族女学校（女子学習院の前身）が設立される以前は、皇族・華族の教育を跡見学校が担っており、その後も多くの名家の女子が跡見女学校に学んだ。大和和紀の漫画「はいからさんが通る」の主人公の花村紅緒が通う学校も跡見女学校がモデルとなっている。また、開校当時、皇后の内意に基づき、紫袴を生徒に着用させた。この紫袴は世の注目を引き、のち他の女学校にも影響を与えた。明治・大正の女学校のイメージとして定着する女袴は跡見学園に淵源を有する。のちに華族女学校が海老茶色の袴を着用するようになると華族女学校の「海老茶式部」に対して、跡見女学校は「紫衛門」（赤染衛門からの連想）と呼ばれ、上流階級の通う学校として並び称された。
跡見女学校は1944年に跡見高等女学校に改組され、その後第二次大戦後の新学制のもと跡見学園に再編されたが、そのうちの専攻科がのちに女子短期大学・女子大学へとつながっていく。大学創設当初、早稲田大学・東京帝国大学出身者が多くかかわったことから、両大学出身の教員が多く、特に授業時限は当時の早稲田大学と全く同じ時間帯となっていた。
女子軟式野球部は強豪として知られており、全国大会への出場回数最多を誇る。1978年に跡見学園女子短期大学に誕生した女子野球同好会「エラーズ」は日本最初の女子大学野球部であり、その翌年同女子大学に設立された「バイオレッツ」（跡見女学校の紫袴に由来）が現在の跡見学園女子大学野球部の淵源となっている。
新座キャンパスは桜の名所としても知られており、2016年に日本経済新聞が作成した「一度は歩いてみたい国内大学の桜名所」でランキング1位となった。毎年春には「桜まつり」が開催され、構内が一般に開放され、花見ができるようになる。

### 年表

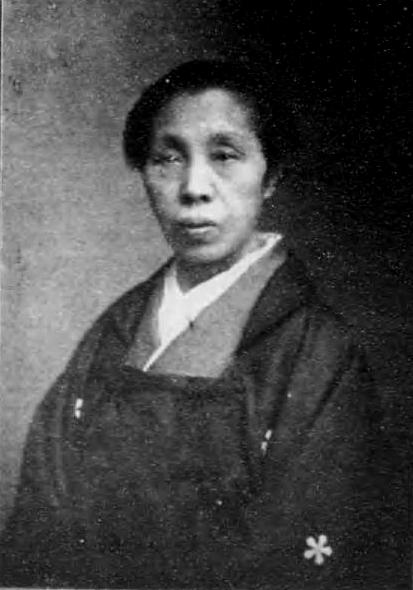
跡見花蹊

- 1859年 : 跡見花蹊が、大阪・中之島にあった父の私塾を受け継ぎ、教育活動を開始する。
- 1866年 : 私塾を京都・東洞院二条に移転。
- 1870年 : 花蹊、父と共に東京に移転、神田三崎町の姉小路邸内に私塾を開く。
- 1875年 : 東京・神田猿楽町に「跡見学校」を創設[11]。ほどなく校名を跡見女学校と変更。
- 1913年 : 「財団法人跡見女学校」となる
- 1944年 : 跡見女学校を廃し「跡見高等女学校」となる
- 1946年 : 「跡見高等女学校専攻科」を設置
- 1951年 : 「学校法人跡見学園」となる
- 1965年 : 埼玉県新座市に「跡見学園女子大学」開学、文学部国文学科・美学美術史学科の2学科を設置
- 1967年 : 文学部に英文学科を増設
- 1974年 : 文学部に文化学科を増設
- 2002年 : 文学部に人文学科・臨床心理学科を開設、マネジメント学部マネジメント学科を新設
- 2005年 : 大学院人文科学研究科を開設、日本文化専攻・臨床心理学専攻を設置
- 2006年 : 文学部にコミュニケーション文化学科を、マネジメント学部に生活環境マネジメント学科を開設。大学院にマネジメント研究科を開設、マネジメント専攻を設置
- 2008年 : 跡見学園女子大学短期大学部閉学に伴い、同地に女子大学の文京キャンパス（茗荷谷）を開設
- 2010年 : 文学部に現代文化表現学科を、マネジメント学部に観光マネジメント学科を開設
- 2015年 : 観光コミュニティ学部観光デザイン学科・コミュニティデザイン学科を開設
- 2018年 : 文学部臨床心理学科の募集を停止し、心理学部臨床心理学科を開設

## 基礎データ

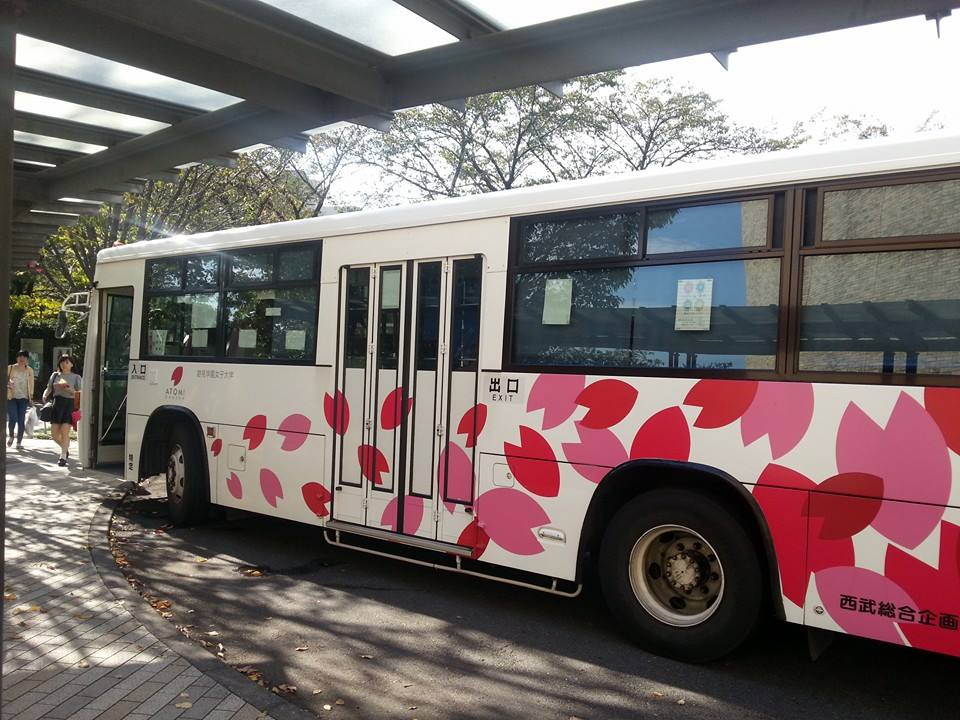
大学バス

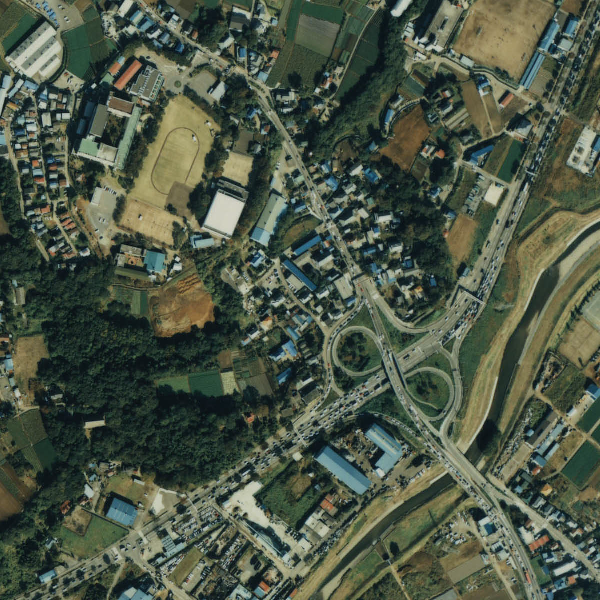
左上のグラウンド等を擁する施設が新座キャンパス。

### 所在地
- 文京キャンパス（東京都文京区大塚1-5-2）：3・4年次は、文京キャンパスで学ぶ。
東京メトロ丸ノ内線茗荷谷駅より徒歩2分、東京メトロ有楽町線護国寺駅より徒歩8分
- 新座キャンパス（埼玉県新座市中野1-9-6）：1・2年次は、新座キャンパスで学ぶ。
東武東上線「志木」駅より西武バス、武蔵野線「新座」駅より大学バス

## 教育および研究

### 学部
- 文学部 - 創設当初からある学部。
  - 人文学科
  - コミュニケーション文化学科（2025年度をもって新規募集停止）
  - 現代文化表現学科
- マネジメント学部
  - マネジメント学科
  - 生活環境マネジメント学科（2025年度をもって新規募集停止）
- 観光コミュニティ学部
  - 観光デザイン学科
  - まちづくり学科（旧名称：コミュニティデザイン学科、2025年度をもって新規募集停止）
- 心理学部
  - 臨床心理学科

### 大学院
- 人文科学研究科（修士課程）
  - 日本文化専攻
  - 臨床心理学専攻
- マネジメント研究科（修士課程）
  - マネジメント専攻

### 附属機関
- 附属図書館
- 花蹊記念資料館
- 情報メディアセンター
- 心理教育相談所
- 旧伊勢屋質店（菊坂跡見塾）：樋口一葉が間借りして住んでいた質店。2015年に学校法人跡見学園が取得・保存。

## 学生生活

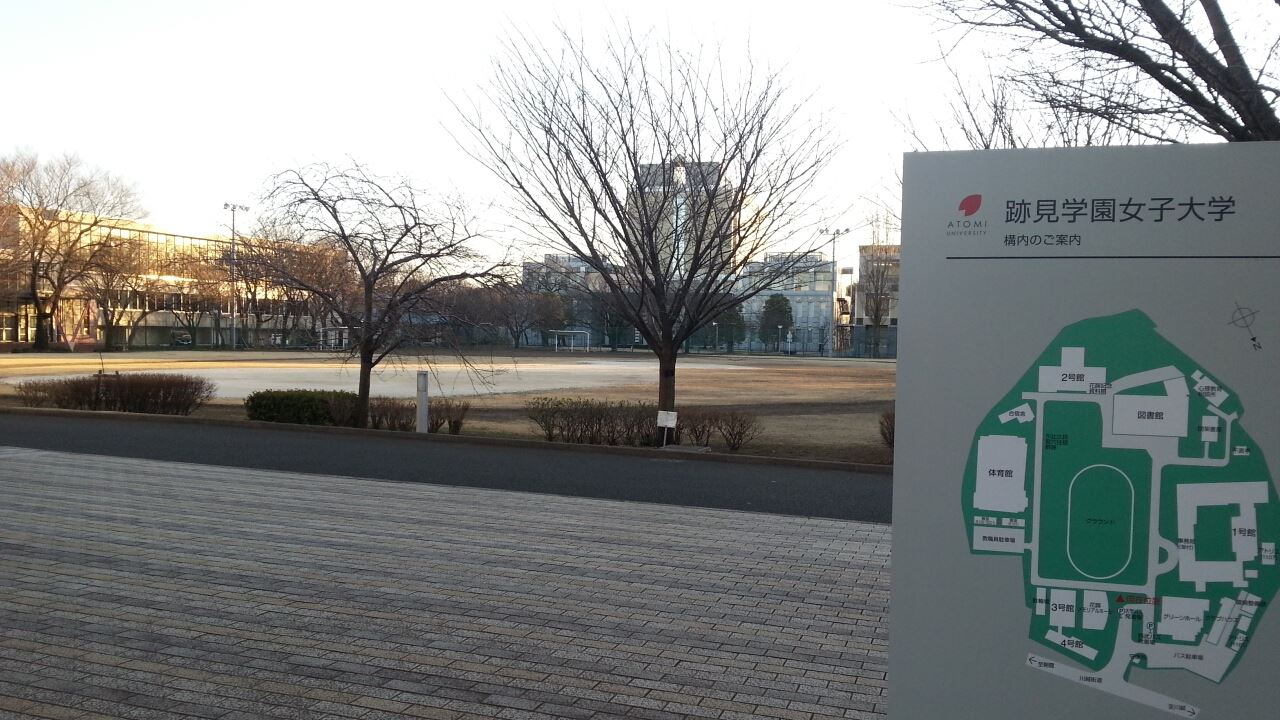
新座キャンパスグランド

### 学園祭
学園祭は「紫祭」（ゆかりさい）の名称で行われており、これは跡見女学校時代の紫袴に由来する名称である。「紫」を「ゆかり」と呼ぶのは、『古今集』の 「紫の一本ゆえに武蔵野の草はみながらあはれとぞ見る」にもとづいた、「紫のゆかり」という成語によるもの。紫祭は毎年10月下旬から11月上旬の土日に新座キャンパスで開催され、2017年で50回目を迎えた。紫祭は、有志の学生からなる紫祭実行委員会（学生会に属する）によって自主的に企画運営され、大学側も全面的にサポートする形で行われている。

### 学内奨学金
- 跡見花蹊記念奨学金
- 跡見校友会一紫会大学院奨学金
- 跡見学園女子大学後援会修学援助奨学金
- 跡見校友会一紫会修学援助奨学金

## 著名な出身者

### 文学部
- 中林美恵子（政治学者、日本人として初めてアメリカ合衆国連邦議会で正規採用された公務員、国文学科卒業）
- 会田幸恵（元愛媛朝日テレビアナウンサー、KEE'Sアナウンススクール講師、美学美術史学科卒業）
- 尾花紀子（コンサルタント、美学美術史学科卒業）
- 大泉りか（小説家、美学美術史学科卒業）
- 栗田よう子（女優、英文学科卒業）
- 北沢優子（イラストレーター、国文学科卒業）
- 斉藤典子（フリーアナウンサー、タレント、文化学科卒業）
- 一色令子（アナウンサー、ナレーター、国文学科卒業）
- 長谷川まさ子（芸能リポーター、文化学科卒業）
- 半田亜季子（ジャーナリスト、英文学科卒業）
- 荒井由岐子（元山陰放送アナウンサー）
- 柴山延子（元トヨタプリティ、フリーアナウンサー）
- 白川和子（女優、中退）
- ちわきまゆみ（ミュージシャン）
- 土屋晴乃（フリーアナウンサー、シネマコメンテーター）
- 愛田夏希（タレント）
- 原あや香（モデル、タレント）
- 前川陽子（歌手）
- MAKO（アーティスト・声優、臨床心理学科卒業）
- 新井花菜（女優・タレント、臨床心理学科卒業）
- 吉野文（テレビ東京プロデューサー、元テレビ東京アナウンサー）
- 渡辺佳恵（ブランドプロデューサー、元ファッションライター）
- 角田京子（フリーアナウンサー）

### マネジメント学部
- 児玉理恵（アナウンサー、マネジメント学部を経て研究科マネジメント専攻）

## 著名な教員
- 老川慶喜（観光コミュニティ学部教授、立教大学名誉教授、経済学者）
- 小川忠（文学部教授、国際政治学者）
- 倉石あつ子（文学部教授、女性問題研究者）
- 土屋博映（文学部教授、元代々木ゼミナール講師、国文学者）
- 三谷博（文学部教授、東京大学名誉教授、歴史学者）
- 山崎一頴（理事長、国文学者）

## 過去に在籍した著名な教員
- 大高保二郎（元教授、早稲田大学名誉教授、美術史学）
- 大和田建樹（旧制跡見女学校教員、国文学）
- 落合直文（旧制跡見女学校教員、国文学）
- 蒲生重章（旧制跡見女学校教員、漢学）
- 川本隆史（元教授、東京大学名誉教授、倫理学）
- 神野藤昭夫（名誉教授、国文学）
- 久保貞次郎（元短期大学学長）
- 佐佐木幸綱（元図書館長、早稲田大学名誉教授、歌人、国文学）
- 志賀重昂（旧制跡見女学校教員、地理学）
- 鈴木幸夫（旧短期大学部学長、早稲田大学名誉教授、英文学）
- 杉勇（元教授、東京教育大学名誉教授、西洋史学）
- 谷脇理史（元助教授、元早稲田大学教授、日本文学）
- 丹尾安典（元専任講師、早稲田大学教授、美術史学）
- 中島俊子（旧制跡見女学校教員、女性運動家）
- 中島徳蔵（旧制跡見女学校教員、哲学・倫理学）
- 萩原恭平（元客員教授、早稲田大学名誉教授、ロンドン大学客員教授、英文学）
- 原富太郎（旧制跡見女学校助教諭、のち実業家）
- 与謝野鉄幹（旧制跡見女学校教員、文学）
- 柳田泉（元文学部長、早稲田大学名誉教授、文学）
- 渡辺重石丸（旧制跡見女学校教員、国学）
- 中林美恵子（元准教授、早稲田大学教授、元衆議院議員、元米議会上院予算委員会補佐官、政治学）
- 和田英道（元学長、元教授、国文学）

## 公式サイト
- 跡見学園
  - 跡見学園女子大学